# Jordan McGrath
Jordan McGrath (ur. 3 marca 1990) – brytyjski lekkoatleta specjalizujący się w biegach sprinterskich. 
Tuż za podium, na czwartym miejscu, ukończył bieg na 400 metrów podczas mistrzostw świata juniorów młodszych w 2007. Był członkiem brytyjskiej sztafety 4 x 400 metrów, która zdobyła w Hengelo w 2007 roku mistrzostwo Europy juniorów, a w kolejnym sezonie sięgnął w Bydgoszczy po wicemistrzostwo świata. Podczas zawodów w Polsce był także siódmy indywidualnie w biegu na 400 metrów.
Rekordy życiowe w biegu na 400 metrów: stadion – 46,54 (18 maja 2008, Loughborough); hala – 47,67 (24 lutego 2008, Birmingham).

## Osiągnięcia
| Rok  | Impreza                               | Miejsce   | Konkurencja        | Lokata     | Wynik   |
| ---- | ------------------------------------- | --------- | ------------------ | ---------- | ------- |
| 2007 | Mistrzostwa świata juniorów młodszych | Ostrawa   | bieg na 400 m      | 4. miejsce | 47,09   |
| 2007 | Mistrzostwa Europy juniorów           | Hengelo   | sztafeta 4 x 400 m | 1. miejsce | 3:08,21 |
| 2008 | Mistrzostwa świata juniorów           | Bydgoszcz | sztafeta 4 x 400 m | 2. miejsce | 3:05,82 |
| 2008 | Mistrzostwa świata juniorów           | Bydgoszcz | bieg na 400 m      | 7. miejsce | 47,81   |